# Solodarmo
 (mars 2011).
Si vous disposez d'ouvrages ou d'articles de référence ou si vous connaissez des sites web de qualité traitant du thème abordé ici, merci de compléter l'article en donnant les références utiles à sa vérifiabilité et en les liant à la section « Notes et références ».
Solodarmo est une maison d'édition musicale québécoise qui a publié la plupart des œuvres musicales du groupe Les Colocs.

## Historique
Solodarmo a été fondée en 1991 par André Fortin en référence à un solo d'harmonica.